# Glossogobius hoesei
Glossogobius hoesei är en fiskart som beskrevs av Allen och Marinus Boeseman 1982. Glossogobius hoesei ingår i släktet Glossogobius och familjen smörbultsfiskar. IUCN kategoriserar arten globalt som otillräckligt studerad. Inga underarter finns listade i Catalogue of Life.